# Maisoncelle
Maisoncelle é uma comuna francesa na região administrativa de Altos da França, no departamento de Pas-de-Calais. Estende-se por uma área de 4,3 km². Em 2010 a comuna tinha 127 habitantes (densidade: 29,5 hab./km²).